# Isländische Snooker-Meisterschaft
Die isländische Snooker-Meisterschaft ist ein jährlich ausgetragener Wettbewerb zur Ermittlung des nationalen Meisters Islands in der Billardvariante Snooker.
Ausgespielt wird beziehungsweise wurde die isländische Meisterschaft in den Kategorien Herren, Damen, Junioren (U16 und U21) und Senioren (Ü40, Ü50 und Ü67).
Kristján Helgason ist mit 15 Titeln Rekordsieger bei den Herren vor Brynjar Valdimarsson mit sieben und Jóhannes B. Jóhannesson mit sechs Meistertiteln (Stand 2023).

## Isländische Meister
| Jahr | Herren                    | Herren                  | Damen               | Junioren               | Junioren                | Senioren                | Senioren                | Senioren             |
| Jahr | 1. Platz                  | 2. Platz                | 1. Platz            | U16                    | U21                     | Ü40                     | Ü50                     | Ü67 (seit 2019: Ü60) |
| ---- | ------------------------- | ----------------------- | ------------------- | ---------------------- | ----------------------- | ----------------------- | ----------------------- | -------------------- |
| 1965 | Óskar Kristinsson         | unbekannt               | unbekannt           | unbekannt              | unbekannt               | unbekannt               | unbekannt               | unbekannt            |
| 1982 | Bjarni Jónsson            | unbekannt               | unbekannt           | unbekannt              | unbekannt               | unbekannt               | unbekannt               | unbekannt            |
| 1983 | Kjartan Kári Friðþjófsson | unbekannt               | unbekannt           | unbekannt              | unbekannt               | unbekannt               | unbekannt               | unbekannt            |
| 1984 | Jónas Pétur Erlingsson    | Ágúst Ágústsson         | unbekannt           | unbekannt              | unbekannt               | unbekannt               | unbekannt               | unbekannt            |
| 1985 | Kjartan Kári Friðþjófsson | Ágúst Ágústsson         | unbekannt           | unbekannt              | unbekannt               | unbekannt               | unbekannt               | unbekannt            |
| 1986 | Viðar Freyr Viðarsson     | unbekannt               | unbekannt           | unbekannt              | unbekannt               | unbekannt               | unbekannt               | unbekannt            |
| 1987 | Viðar Freyr Viðarsson     | Brynjar Valdimarsson    | unbekannt           | unbekannt              | unbekannt               | unbekannt               | unbekannt               | unbekannt            |
| 1988 | Brynjar Valdimarsson      | Börk Birgisson          | unbekannt           | unbekannt              | unbekannt               | unbekannt               | unbekannt               | unbekannt            |
| 1989 | Brynjar Valdimarsson      | unbekannt               | unbekannt           | unbekannt              | Eðvarð Matthíasson      | unbekannt               | unbekannt               | unbekannt            |
| 1990 | Brynjar Valdimarsson      | Jónas Pétur Erlingsson  | unbekannt           | unbekannt              | unbekannt               | unbekannt               | unbekannt               | unbekannt            |
| 1991 | Brynjar Valdimarsson      | Arnar Richardsson       | unbekannt           | unbekannt              | Jóhannes B. Jóhannesson | unbekannt               | unbekannt               | unbekannt            |
| 1992 | Brynjar Valdimarsson      | Eðvarð Matthíasson      | unbekannt           | unbekannt              | Jóhannes B. Jóhannesson | Jón Ó. Jónsson          | unbekannt               | unbekannt            |
| 1993 | Eðvarð Matthíasson        | Arnar Richardsson       | unbekannt           | unbekannt              | Kristján Helgason       | Gylfi Ingason           | unbekannt               | unbekannt            |
| 1994 | Kristján Helgason         | Gunnar Valsson          | unbekannt           | unbekannt              | Jóhannes R. Jóhannesson | unbekannt               | unbekannt               | unbekannt            |
| 1995 | Kristján Helgason         | unbekannt               | unbekannt           | unbekannt              | unbekannt               | unbekannt               | unbekannt               | unbekannt            |
| 1996 | Kristján Helgason         | Jóhannes B. Jóhannesson | unbekannt           | unbekannt              | Örvar Þór Guðmundsson   | unbekannt               | unbekannt               | unbekannt            |
| 1997 | Kristján Helgason         | Jóhannes B. Jóhannesson | unbekannt           | unbekannt              | Bernharð Bernharðsson   | Guðni Magnússon         | unbekannt               | unbekannt            |
| 1998 | Jóhannes B. Jóhannesson   | Kristján Helgason       | unbekannt           | unbekannt              | Örvar Þór Guðmundsson   | Guðni Magnússon         | unbekannt               | unbekannt            |
| 1999 | Jóhannes B. Jóhannesson   | Brynjar Valdimarsson    | unbekannt           | Hilmar Þór Guðmundsson | unbekannt               | Bjarni Jónsson          | Gylfi Ingason           | unbekannt            |
| 2000 | Jóhannes B. Jóhannesson   | Jóhannes R. Jóhannesson | Rós Magnúsdottir    | unbekannt              | Hilmar Þór Guðmundsson  | Bjarni Jónsson          | Óskar Kristinsson       | unbekannt            |
| 2001 | Kristján Helgason         | Jóhannes R. Jóhannesson | unbekannt           | Heiðar Már             | Hilmar Þór Guðmundsson  | Jónas P. Erlingsson     | Gylfi Ingason           | unbekannt            |
| 2002 | Jóhannes R. Jóhannesson   | Jóhannes B. Jóhannesson | unbekannt           | Þorri Jensson          | Sturla Jónsson          | unbekannt               | Gylfi Ingason           | unbekannt            |
| 2003 | Jóhannes B. Jóhannesson   | Eðvarð Matthíasson      | Heiða Harðardóttir  | unbekannt              | unbekannt               | Sigfús Helgason         | Gylfi Ingason           | unbekannt            |
| 2004 | Brynjar Valdimarsson      | Ásgeir Ásgeirsson       | Heiða Harðardóttir  | unbekannt              | unbekannt               | Gylfi Ingason           | Gylfi Ingason           | unbekannt            |
| 2005 | Ásgeir Ásgeirsson         | Gunnar Hreiðarsson      | Sandra Birgisdóttir | unbekannt              | unbekannt               | Sigfús Helgason         | Gylfi Ingason           | unbekannt            |
| 2006 | Jóhannes B. Jóhannesson   | Ásgeir Ásgeirsson       | unbekannt           | unbekannt              | unbekannt               | unbekannt               | unbekannt               | unbekannt            |
| 2007 | Kristján Helgason         | Brynjar Valdimarsson    | unbekannt           | unbekannt              | unbekannt               | unbekannt               | unbekannt               | unbekannt            |
| 2008 | Gunnar Hreiðarsson        | Ingvi Halldórsson       | unbekannt           | unbekannt              | unbekannt               | unbekannt               | unbekannt               | unbekannt            |
| 2009 | Kristján Helgason         | Tryggvi Erlingsson      | unbekannt           | unbekannt              | unbekannt               | unbekannt               | unbekannt               | unbekannt            |
| 2010 | Brynjar Valdimarsson      | Gunnar Hreiðarsson      | unbekannt           | unbekannt              | unbekannt               | Sigurður Kristjánsson   | unbekannt               | unbekannt            |
| 2011 | Kristján Helgason         | Jóhannes B. Jóhannesson | unbekannt           | unbekannt              | nicht ausgetragen       | Gunnar Hreiðarsson      | Sigurmundur Guðmundsson | unbekannt            |
| 2012 | Kristján Helgason         | Þorri Jensson           | unbekannt           | unbekannt              | unbekannt               | unbekannt               | Bjarni Jónsson          | Óskar Kristinsson    |
| 2013 | Kristján Helgason         | Brynjar Valdimarsson    | unbekannt           | unbekannt              | unbekannt               | Gunnar Hreiðarsson      | Sigurmundur Guðmundsson | Páll Pálmason        |
| 2014 | Kristján Helgason         | Bernharð Bernharðson    | unbekannt           | unbekannt              | unbekannt               | unbekannt               | unbekannt               | unbekannt            |
| 2015 | Kristján Helgason         | Sigurður Kristjánsson   | unbekannt           | unbekannt              | unbekannt               | unbekannt               | unbekannt               | unbekannt            |
| 2016 | Jóhannes B. Jóhannesson   | Þorri Jensson           | unbekannt           | unbekannt              | unbekannt               | Jón Ingi Ægisson        | Bjarni Jónsson          | Gylfi Ingason        |
| 2017 | Kristján Helgason         | Jón Ingi Ægisson        | unbekannt           | unbekannt              | unbekannt               | Jón Ingi Ægisson        | unbekannt               | unbekannt            |
| 2018 | Kristján Helgason         | Guðni Pálsson           | unbekannt           | unbekannt              | unbekannt               | Jón Ingi Ægisson        | unbekannt               | unbekannt            |
| 2019 | Kristján Helgason         | Jón Ingi Ægisson        | unbekannt           | unbekannt              | Ólafur Jóhannesson      | Ásgeir Jón Guðbjartsson | unbekannt               | Pálmi Einarsson      |
| 2020 | Þorri Jensson             | Guðbjörn Gunnarsson     | unbekannt           | unbekannt              | unbekannt               | unbekannt               | unbekannt               | unbekannt            |
| 2021 | Gunnar Hreiðarsson        | Jón Ingi Ægisson        | unbekannt           | unbekannt              | unbekannt               | Jón Ingi Ægisson        | unbekannt               | unbekannt            |
| 2022 | Þorri Jensson             | Sigurður Kristjánsson   | unbekannt           | unbekannt              | unbekannt               | Bernharð Bernharðsson   | Brynjar Kristjánsson    | Jón Árni Bragason    |
| 2023 | Þorri Jensson             | Jóhannes B. Jóhannesson | nicht ausgetragen   | nicht ausgetragen      | nicht ausgetragen       | Ásgeir Jón Guðbjartsson | Brynjar Valdimarsson    | Rúnar Sigurðsson     |
| 2024 | Alan Trigg                | Þorri Jensson           | nicht ausgetragen   | nicht ausgetragen      | nicht ausgetragen       | Ásgeir Jón Guðbjartsson | Gunnar Hreiðarsson      | Helgi Sigurðsson     |
| 2025 | Þorri Jensson             | Sigurður Kristjánsson   | nicht ausgetragen   | nicht ausgetragen      | nicht ausgetragen       | Ásgeir Jón Guðbjartsson | Ásgeir Jón Guðbjartsson | Alan Trigg           |